# 大野弁吉

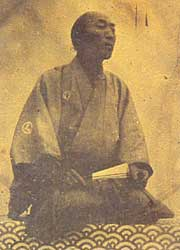
大野弁吉

大野 弁吉（おおの べんきち、1801年 - 1870年）は江戸時代の日本の発明家（技術者）である。中村屋弁吉とも。一東、鶴寿軒と号す。

## 経歴
京都の羽根細工師の息子として生まれ、20歳の頃、長崎で蘭学を学ぶ。その後、対馬経由で朝鮮に渡り、帰国後は中村屋八右衛門の長女うたの婿となり、1831年（天保2年）に石川郡大野村（現金沢市大野町）に移り住んだ。この頃から大野弁吉と呼ばれる。生涯清貧に甘んじた生活を送り、1870年（明治3年）没。享年69歳。
木彫・ガラス細工・塗り物・蒔絵・からくり人形に優れた名作を多く残し、エレキテル・写真機・発火器（ライター）といった品々を発明した。大野の発明品は、田中儀右衛門（からくり儀右衛門）に比するとも言われ、写真の分野においては先駆的な役割を果たした。銭屋五兵衛とも親交があったが、どの程度の援助を受けたかは不明。
著書に『一東視窮録』がある。

## 関連書籍
- 本康宏史『からくり師大野弁吉とその時代―技術文化と地域社会』ISBN 978-4872944808
- 『江戸の未来人列伝』ISBN 978-4396314668
- 『からくり人形の文化誌』ISBN 978-4905640776
- 『図説 からくり―遊びの百科全書』ISBN 978-4309760155
- 『からくり (ものと人間の文化史) 』ASIN B000JA2X4M
- 『甦えるからくり』ISBN 978-4871882675
- 高橋克彦『偶人館の殺人』ISBN  978-4-569-76304-0